# برايان مانسفيلد
برايان مانسفيلد (بالإنجليزية: Brian Mansfield)‏ هو ناقد موسيقي وصحفي أمريكي، ولد في 24 سبتمبر 1963 في ناشفيل في الولايات المتحدة.

## وصلات خارجية
- برايان مانسفيلد على موقع أول ميوزيك (الإنجليزية)